# Mandapam
Mandapam é uma panchayat (vila) no distrito de Ramanathapuram, no estado indiano de Tamil Nadu.

## Geografia
Mandapam está localizada a 9° 17′ N, 79° 07′ L. Tem uma altitude média de 9 metros (29 pés).

## Demografia
Segundo o censo de 2001,  Mandapam  tinha uma população de 15,799 habitantes. Os indivíduos do sexo masculino constituem 51% da população e os do sexo feminino 49%. Mandapam tem uma taxa de literacia de 71%, superior à média nacional de 59.5%: a literacia no sexo masculino é de 75% e no sexo feminino é de 66%. Em Mandapam, 13% da população está abaixo dos 6 anos de idade.